# Clean boost

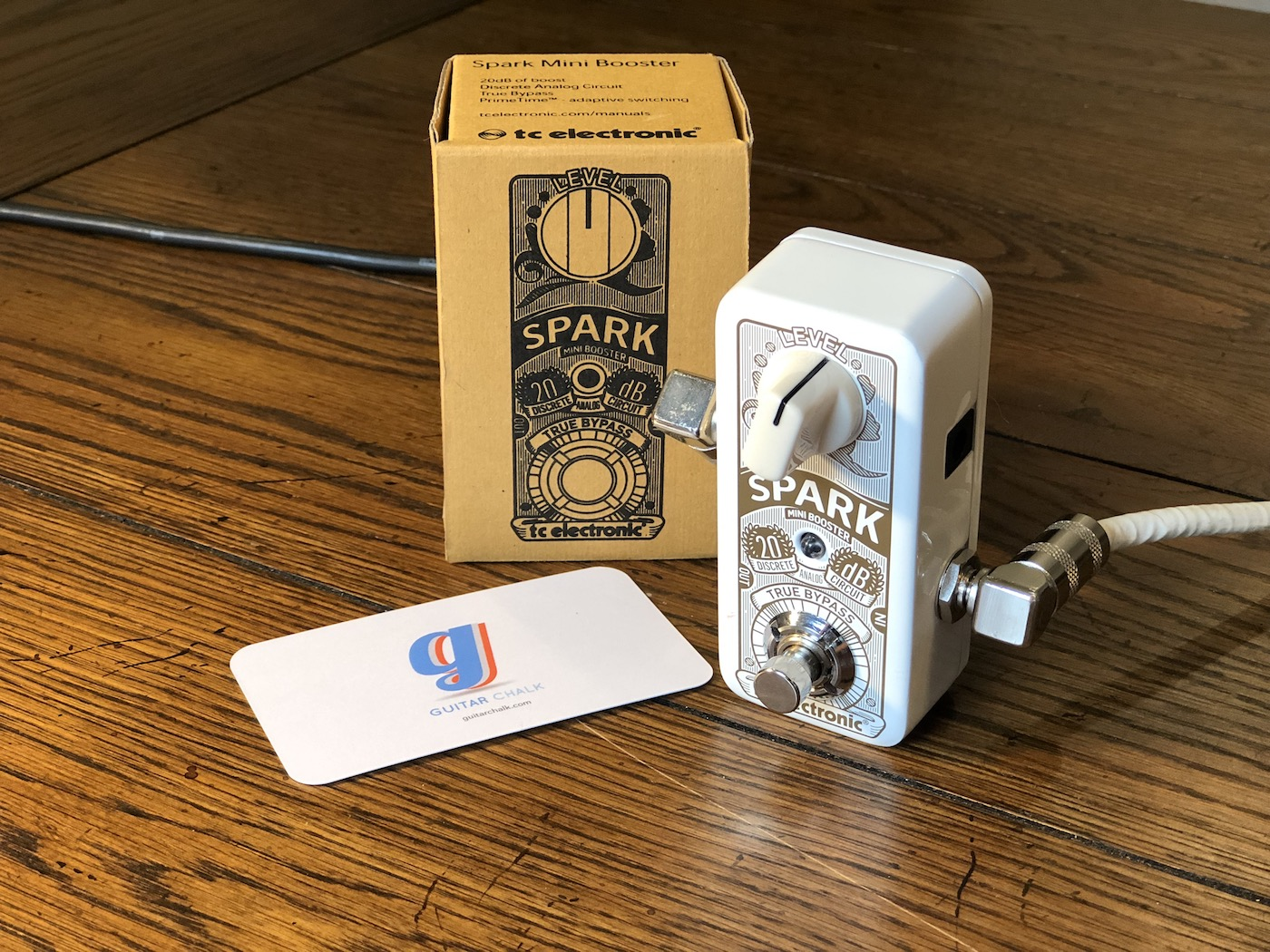
Un clean boost de TC Electronic, avec son réglage de volume.

Un clean boost est une pédale d'effet qui augmente le volume d'un signal audio, généralement d'une guitare électrique. Il peut être utilisé pour augmenter le volume sonore, ou bien pour accroitre la saturation d'une pédale d'overdrive ou d'un amplificateur pour guitare électrique déjà saturé.

## Utilisation
La plupart des clean boost possèdent un unique réglage de volume, ce qui en fait des pédales d'effet simples à utiliser.
Un clean boost peut servir à remonter le volume sonore lorsqu'un instrument passe de la rythmique à un solo. Il peut également avoir comme fonction de rehausser le volume sur un pedalboard avec beaucoup de pédales, afin de compenser les pertes de signal induites par de nombreux câbles. La plupart des clean boosts sont conçus de manière à ne pas changer les fréquences du son de l'instrument. Certains peuvent néanmoins apporter une certaine coloration, qui peut être recherchée par les guitaristes.
L'impact d'un clean boost dépend du reste de la chaîne du son : lorsqu'il est placé avant un ampli en son clair, ou après les étages de gain (par exemple, après une pédale de distorsion ou dans la boucle d'effets d'un ampli), il ne fait qu'augmenter le volume. Lorsqu'il est placé avant la saturation, il entraîne une augmentation du gain et davantage de distorsion. Il peut ainsi jouer le même rôle qu'une overdrive dans un ampli hi-gain.
Certaines overdrives peuvent être réglées de manière similaire à un clean boost, en mettant la saturation au minium et en augmentant le volume de sortie. Toutefois, certaines pédales d'overdrive changent les fréquences du son et ne se contentent pas d'augmenter le volume de manière linéaire.